# Acrochordus
Acrochordus es un género de sauropsidos escamosos, único miembro de la familia monotípica Acrochordidae. Compuesto por serpientes primitivas, se hallan en Australia e Indonesia. Se reconocen 3 especies como pertenecientes a dicho género.
Reciben diversos nombres vulgares, tales como serpientes de la verruga, serpientes de la verruga de Java, serpiente trompa de elefante, serpiente cara de perro, serpiente de Arafura, entre otros.

## Descripción

Son animales completamente acuáticos que carecen de las amplias escamas ventrales encontradas en la mayoría de las otras serpientes y posesión de ojos dorsales. Los rasgos más notables están en su piel y escamas. La piel es floja y holgada dando la impresión, de ser varias tamaños mayores que la serpiente, y las escamas, más que traslapados, son pequeñas proyecciones piramidales que justifican su nombre común.
Son de un color dorsal marrón oscuro. Ventralmente son amarillentos. La zona lateral posee una fila de manchas o banda oscura bien definida.
Los orificios nasales se abren en la parte superior del hocico, en el centro de una escama anular, pudiendo ser obturados por completo por un esfínter o especie de diafragma.
Existe un marcado dimorfismo sexual. Los machos miden hasta ochenta cm de longitud, en tanto que las hembras miden 1,40 m y suelen llegar hasta los 2,50 m de longitud.
La característica de este género es su cola prensil, con la que se anclan a las plantas y raíces que se encuentran en el agua.
Por ser ovovivíparos, no necesitan ir a tierra para depositar sus huevos. Tienen hasta unas treinta crías por puesta.
Tal vez, dentro del suborden Serpentes, Acrochordus arafurae sea la segunda especie que realiza partenogénesis, después de Ramphotyplops braminus de la familia Typhlopidae.
Estas serpientes son depredadores de emboscada que están al acecho en la parte inferior de los ríos, cauces y estuarios esperando que se aproximen los peces que atrapan. Las ásperas escamas les permiten que sostengan los peces a pesar de la capa de moco.

## Distribución geográfica
Se encuentran en India Occidental y Sri Lanka a través de Asia Sudoriental tropical hasta Filipinas, sur a través de los grupos de las islas de Indonesia y Malasia hasta Timor, este a través de Nueva Guinea hasta la costa norte de Australia hasta las Islas Mussau, el Archipiélago Bismark, Islas de Guadalcanal e Islas Salomón.

## Especies
| Especies      | Autor de taxón    | Nombre común                         | Distribución geográfica |
| ------------- | ----------------- | ------------------------------------ | --- |
| A. arafurae   | McDowell, 1979    | Serpiente amarilla de Arafura        | Nueva Guinea y norte de Australia . |
| A. granulatus | (Schneider, 1799) | Serpiente de agua con quilla         | Península de la India, Sri Lanka, Birmania, Islas Andamán, Tailandia, Camboya, Vietnam, China, Filipinas, Malasia, Papúa Nueva Guinea, Islas Salomón, y costa norte de Australia. |
| A. javanicusT | Hornstedt, 1787   | Serpiente trompa de elefante de Java | Asia Sudoriental desde Vietnam, Camboya y Tailandia, sur a través de Malasia, Singapur e Indonesia (Sumatra, Java y Borneo).                                                      |

(T) Especie tipo.